# Kevin Spirtas
Kevin Blair Spirtas (29 de julho de 1962) é um ator norte-americano, conhecido por seu papel como o Dr. Wesley Craig na novela Days of Our Lives.

## Carreira
Spirtas estrelou no filme de terror Friday the 13th 7: The New Blood, iniciou sua carreira na Broadway com papéis, incluindo substituta de Hugh Jackman em The Boy from Oz, e depois se tornou um dublê. Ele começou a usar o nome de Kevin Spirtas profissionalmente em 1995, tendo sido previamente creditados como Kevin Blair. Mais recentemente, Spirtas apareceu como papel de Jonas Chamberlain na novela da ABC One Life to Live em 2008.
Spirtas nasceu em St. Louis, Missouri, filho de Sandra, que é ativa na vida política da comunidade, e Spirtas Arnold, que dirige uma companhia de demolição ambiental. Ele foi criado na religião judaica. Ele admite ser homossexual.

## Filmografia
- Albino Farm (2009)
- One Life to Live (Jonas Chamberlain; 2008)
- Horror High (2005)
- Daredevil (2003)
- God's Helper (2001)
- Love Bytes (2001)
- V.I.P. (2000)
- Friends (Dr. Wesley, 2000)
- Embrace the Darkness  (1998)
- The Young and the Restless (Les (1997)
- Days of our Lives (Dr. Craig Wesley; 1997, 1998-2003, 2005, 2009)
- Fired Up (1997)
- A Match Made in Heaven (1997)
- Married… with Children (1997)
- Green Plaid Shirt (1997)
- Who Killed Buddy Blue? (1996)
- Raging Angels (1995)
- Silk Stalkings (1995)
- Valley of the Dolls (1994 Series)
- Bloodlust: Subspecies III (1994)
- Bloodstone: Subspecies II (1992)
- Quantum Leap (1989)
- Friday the 13th 7: The New Blood (1988)
- Rituals (1987)
- The Facts of Life (1986)
- The Hills Have Eyes Part II (1985)